# カール・ヴァイグル
カール・イグナーツ・ヴァイグル（ドイツ語: Karl Ignaz Weigl, *1881年2月6日 ウィーン - †1949年8月11日 ニューヨーク）は、オーストリアの後期ロマン派音楽の作曲家。とりわけ戦間期に芸術家や教育者としてウィーンの楽壇で優れた業績を残したが、ナチスの権力掌握によって出国を強制されて大量難民の一人とならざるを得ず、新たな土地では、もはや過去の成功を取り戻すことができなかった。

## 生い立ちと前半生
ウィーンに生まれる。父親ルートヴィヒは銀行家で、母親はガブリエーレという名（愛称エラ、旧姓シュタイン）であり、ともにオーストリア＝ハンガリー帝国領テメシュヴァール（現ルーマニア領ティミショアラ）の上流階級の出身であった。ブルジョワジーである両親を通じて少年時代から音楽に親しみ、家族ぐるみで付き合いのあったアレクサンダー・フォン・ツェムリンスキーから作曲の手解きを受けている。
ウィーンのフランツ・ヨーゼフ・ギムナジウムでマトゥーラ（オーストリア版のアビトゥーア）に合格した後、1899年にウィーン大学に進み、グイード・アドラーに師事して音楽学の学習を開始した。併行して、ウィーン音楽院においてアントン・ドーアにピアノを、ロベルト・フックスに作曲を師事している。1903年にウィーン大学で学位を取得すると、博士号取得のために、ベートーヴェンの同時代の作曲家、エマヌエル・アロイス・フェルスターについて研究論文の作成に取り掛かる。この間に、同じく音楽学者の卵であったアントン・フォン・ヴェーベルンや、当時はまだ後期ロマン派音楽様式で作曲していたアーノルト・シェーンベルクと知り合いになっている。
シェーンベルクとの交流は、たとえいつでも互いに称賛の気持ちを育んだわけではないにせよ、ヴァイグルのその後の全生涯にわたって続けられた。シェーンベルクは、確かにヴァイグルよりはいくらか年上であったが、すでにその世代の泰斗となっており、無調を通じて新しい作曲技法による表現の可能性を探求していた。それでもシェーンベルクは、たとえヴァイグルが相変わらず後期ロマン派音楽の感傷性に囚われていて、十二音技法に同調することはできないと判断したにしても、若い同僚の方針に敬意を払ったのであった。
1903年に、ツェムリンスキーやシェーンベルクと共同で、グスタフ・マーラーを名誉総裁に迎えて「創造的音楽家協会」を設立し、その会員となった。同協会は、1904年と1905年に、室内楽だけでなく、交響楽も含めた一連の演奏会を主宰しており、例えばツェムリンスキーの交響詩《人魚姫》とシェーンベルクの交響詩《ペレアスとメリザンド》の初演を実現したほか、リヒャルト・シュトラウスの《家庭交響曲》やマーラーの《亡き子をしのぶ歌》と《少年の不思議な角笛》、ハンス・プフィッツナーやマックス・レーガー、ブルーノ・ワルター、そしてヴァイグルらの室内楽をプログラムに載せた。
同じく1904年には、父親の死後、マーラーによってウィーン宮廷歌劇場の独唱者用コレペティトゥーアに雇われ、レオ・スレザークやロッテ・レーマン、ゼルマ・クルツらと活動を共にした。当時ヴァイグルは、身近なところでマーラーの音楽作品を熱心に追いかけてその崇拝者となり、死の寸前に次のように書き残すこととなった。「今でもあの頃を忘れない。グスタフ・マーラーの下で働いていたあの頃。生涯で一番ためになったあの時期」。歌劇場での任務を通じて自らも声楽曲への霊感を受け、その後は数多くの歌曲や合唱曲を手懸けることになった。
1904年から1906年までの宮廷歌劇場での任務を終えると、第一次世界大戦勃発まで、フリーランスの作曲家としてウィーンに過ごした。1907年にマーラーの推薦状を得て、ウィーンを去ってニューヨークのメトロポリタン歌劇場に赴任している。マーラーの義弟でウィーン・フィルハーモニー管弦楽団のコンサートマスターだったアルノルト・ロゼーともこの頃に知り合いとなり、《弦楽六重奏曲》を1907年に、《弦楽四重奏曲 第1番 イ長調》を1910年にロゼー四重奏団に初演してもらうことができた。
1910年はヴァイグルにとって全く特別な一年となった。ヨハン・シュトラウス2世未亡人アデーレ・シュトラウスの住まいで声楽家のエルザ・パツェラーと知り合いになって結婚し、その上《弦楽四重奏曲イ長調》作品4に対してウィーン楽友協会よりベートーヴェン賞を授与された。さらに、ウニヴェルザール出版社との協力関係が始まり、《弦楽四重奏曲イ長調》作品4や《弦楽四重奏曲ト長調》作品31、《交響曲 第1番》など、多くの作品が出版された。1911年5月17日、マーラーの命日の前日に、娘マリアが誕生する。1912年に、それまでハンガリー国籍であったが、市民権を取得してオーストリア国民となる。1913年にはエルザ夫人と離婚して、1914年には軍に徴兵された。
終戦後の1918年に新ウィーン音楽院の音楽理論教授ならびに作曲法教授に任命され、ウィーンの作曲界や教育界から高い尊敬を勝ち得た。新しい職務や、門人のピアニスト、ヴァレリー・ピックとの再婚は、新たな創作の励みとなり、楽壇における立場は鰻上りであった。1922年に八部合唱のための《賛歌（Hymne）》によって、フィラデルフィア・メンデルスゾーン合唱団より賞金を授与され、1924年には、パウル・ヴィトゲンシュタインに依嘱された交響的カンタータ《世俗の祭り（Weltfeier）》（マインツにてショット社出版）によって、ウィーン市賞を授与された。この頃のヴァイグル作品の演奏者に、ヴィルヘルム・フルトヴェングラーとウィーン・フィルハーモニー管弦楽団（《幻想的間奏曲》、《喜劇的序曲》）、ジョージ・セル、ミェチスワフ・ホルショフスキ、ブッシュ四重奏団（《弦楽四重奏曲 第5番 ト長調》作品31）、コーリッシュ四重奏団（《弦楽四重奏曲 第2番》）、エリーザベト・シューマンとロゼー四重奏団（《ソプラノと弦楽四重奏のための5つの歌曲》）が挙げられる。
1926年に息子ヨハネス（別名ジョン）が生まれる。1928年にはオーストリア政府より教授の肩書を授与され、1929年にはハンス・ガルの後任講師としてウィーン大学音楽学研究所で和声法と対位法を指導した。当時の門人に、ハンス・アイスラーやエーリヒ・ヴォルフガング・コルンゴルト、エーリヒ・ツァイスルらの名が見出される。

## ナチスの権力掌握と後半生
アドルフ・ヒトラーが1933年にドイツで政権を掌握してからは、ユダヤ系であったヴァイグルは、非アーリア系音楽の禁止によって初めて音楽活動の重大な制限を知って脅威が募るうち、1938年にヒトラーがオーストリアに進軍すると、文字通りの危険が身柄と命にも及んだ。ヴァイグルの名は楽譜出版社の名簿からすでに外されていた。同年、母エラが他界して間もない10月に、アメリカ人の友人の支援で家族連れでアメリカ合衆国に亡命し、10月9日にクルト・アドラーやエマヌエル・フォイアーマンとともにニューヨークに上陸した。娘マリアと娘婿のゲルハルト・ピスク＝ピアースは、1年遅れでスイス経由でアメリカに入国した。57歳のヴァイグルは、自分の置かれた状況を目の前にして、異国で第二の人生を始めなければならなかった。上流市民の生計を支えるために苦労して得た生活基盤が、一挙に、一部屋の住居での「サバイバル」に消え去ったのだった。
「旧世界」で持て囃され、重用された作曲家にとっては、職探しはおよそ見込みが持てず、ヴァイグルはどうにか個人教授で食い繋いでいた。アメリカ合衆国においても圧倒的な経済上の非常事態のせいで、ヴァイグルが携えてきたシェーンベルクやリヒャルト・シュトラウス、ブルーノ・ワルターらによるさまざまな推薦状さえほとんど効き目がなかった。第二の故郷で教職の可能性が提示されると、ハート音楽学校やブルックリン大学、フィラデルフィア音楽院で教鞭を執り、1945年から1948年までボストン音楽院の楽理科主任教授を務めた。1944年には帰化して合衆国市民権を取得したが、それでも心は故郷を懐かしむ気持ちに激しく掻き立てられていた。
控え目に言っても熱狂的な自然愛好家で登山家でもあったヴァイグルは、アメリカ西部にいる息子夫婦を訪ねた際に、初めて見知ったカリフォルニアの山々に慰めを見出した。隠遁してほとんど人知れず暮らしていたヴァイグルであったが、最晩年に音楽を究め、2つの巨大な交響曲と3つの弦楽四重奏曲のほかに、沢山の小品を作曲した後、病に倒れ、長患いの末に1949年8月に骨髄腫によって帰らぬ人となった。

## 死後の評価と再評価
その後の数十年間は、カール・ヴァイグルの名は、さまざまな演奏家のプログラムに、繰り返し散発的に浮かび上がるだけであった。例えば、1968年に《交響曲 第5番「黙示録」》をカーネギーホールで初演した、レオポルド・ストコフスキーとアメリカ交響楽団のほかに、イシドア・コーエンやリチャード・グード、レーヴェングート四重奏団、パウル・ドクトル、ロマン・トッテンベルク、シドニー・ハースらがヴァイグル作品を取り上げている。だが現在までに、ヴァイグルの作品を世界の演奏会場に定着させる試みは、功を奏してはいない。1990年にウィーン・アルティス弦楽四重奏団が《弦楽四重奏曲 第1番 イ長調》作品1をオルフェオ・レーベルに録音し、興味深い音楽をより広い聴衆に紹介して忘却の中から決定的に掘り起こそうと試みてから、ニンバス・レコードから《弦楽四重奏曲 ハ短調》作品20と《弦楽四重奏曲 ト長調》作品31の新録音を出すまでには、かなりの年月を要した。一方で、指揮者のトーマス・ザンデルリングは、BISレーベルに《交響曲 第5番「黙示録」》《交響曲 第6番》《古きウィーン》《幻想的間奏曲》を録音した。

## 作品
6つの交響曲、弦楽四重奏曲、ピアノ曲、歌劇『ハーメルンの笛吹き男』(1932)などが残されている。

### 管弦楽曲
- 交響曲第1番 1908
- 交響曲第2番 1922
- 交響曲第3番 1931
- 交響曲第4番 1936
- 交響曲第5番『黙示録』 1945
- 交響曲第6番 1947

### 協奏曲
- ヴァイオリン協奏曲 1928
- チェロ協奏曲 1934
- ピアノ協奏曲 1931
- 左手のためのピアノ協奏曲 1924
- ピアノと管弦楽のための狂詩曲  1940

### 室内楽曲
- 弦楽四重奏曲 第1番 1905
- 弦楽四重奏曲 第2番 1906
- 弦楽四重奏曲 第3番 1909
- 弦楽四重奏曲 第4番 1924
- 弦楽四重奏曲 第5番 1933
- 弦楽四重奏曲 第6番 1939
- 弦楽四重奏曲 第7番 1942
- 弦楽四重奏曲 第8番 1949
- 弦楽六重奏曲 1906
- ピアノ三重奏曲  1939
- ピアノ四重奏のための４つのバガテル 1941

### ピアノ曲
- 28の変奏 1907
- 4手のためのカプリッチョ 1942?
- フリアエの踊り 1938
- ウィーンの踊り 1939
- 死の島 1903
- 若さ / エラ・ガヴォット; クリスマスの歌; ゆっくりとしたワルツ; 献呈, 1901以前
- クックックと緑の草地 1932
- 夜の幻想曲 1911
- ノルウェーの踊り 1941以前
- パッサカリアとフーガ　ニ短調 1934
- 絵と物語 1909
- 前奏曲とフーガ　ハ短調 1934
- 前奏曲とフーガ　ニ長調 1933?
- 啓示/瞑想 1941
- 六つの幻想曲 1942
- 三つの夜の幻想曲 1911?
- 二台ピアノのための夜の幻想曲 1911